# Tarnawka (powiat przemyski)
Tarnawka – wieś w Polsce położona w województwie podkarpackim, w powiecie przemyskim, w gminie Dubiecko. 
W II Rzeczypospolitej wieś w powiecie dobromilskim województwa lwowskiego. W latach 1944–1946 nacjonaliści ukraińscy z OUN-UPA zamordowali tutaj 26 Polaków, w tym ks. Jana Mazura, administratora parafii w Tarnawce. 
W latach 1975–1998 miejscowość należała administracyjnie do województwa przemyskiego.
W Tarnawce ma siedzibę rzymskokatolicka parafia św. Jana Kantego, należąca do dekanatu Dubiecko. Do parafii należą: Tarnawka, Piątkowa, Iskań i Załazek.